# Benedetto Accolti (historiador)

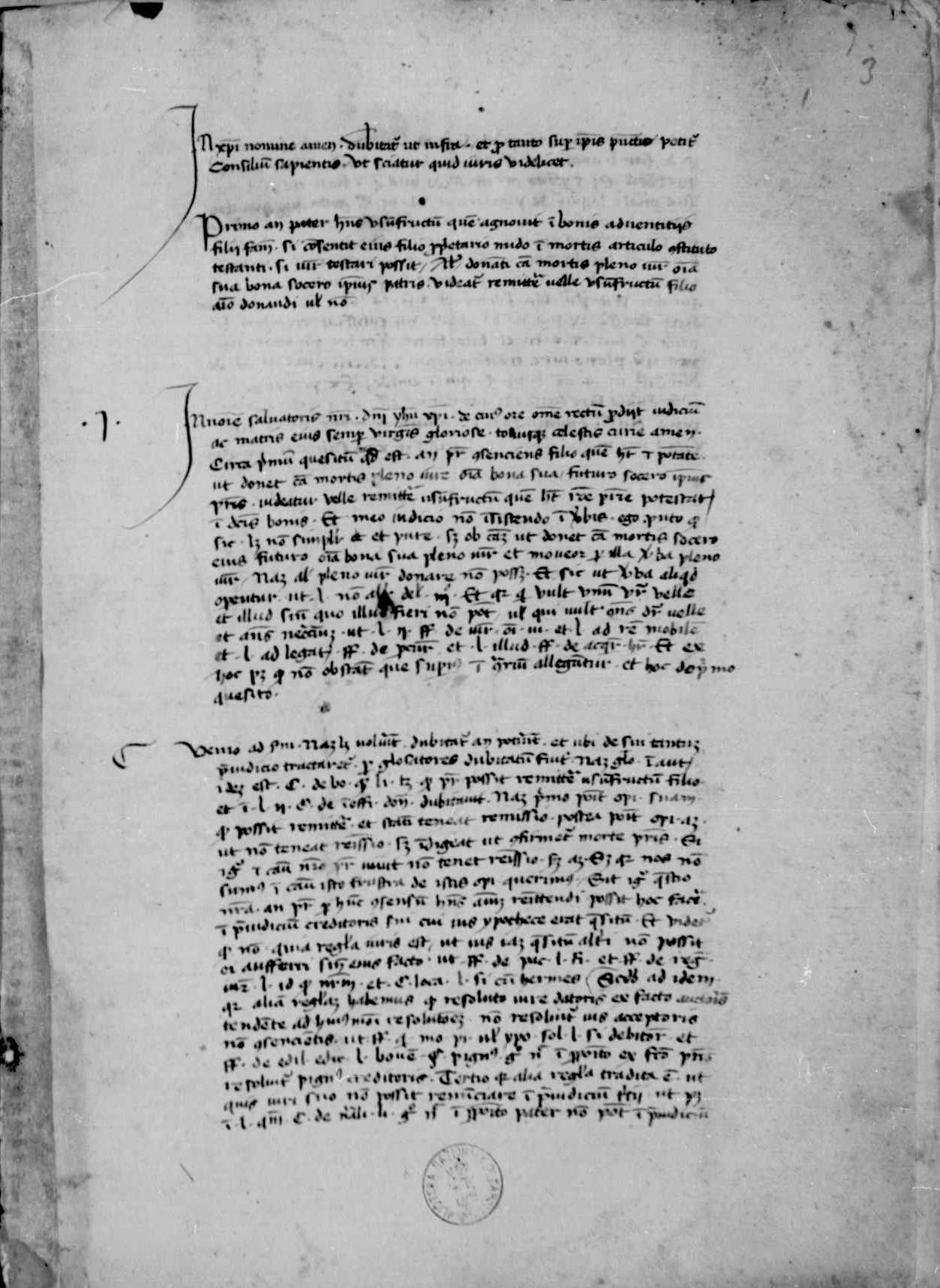
Allegationes et consilia
Manuscrito en latín. Biblioteca Nazionale Vittorio Emanuele III, Fondo Nacional.

No se debe confundir con su nieto el cardenal Benedetto Accolti (1497-1549).
Benedetto Accolti (Arezzo, 1415 - Florencia, 1466) fue un jurista e historiador italiano. 
Estudiante de leyes en Florencia y Bolonia, y profesor de la misma materia en ambas ciudades y en Volterra, en 1448 fue admitido en la administración de la República de Florencia, donde diez años más tarde sucedió a Poggio Bracciolini en el cargo de canciller.
Dejó escritas algunas poesías en latín, aunque sus obras más conocidas fueron una historia de los hechos acaecidos en Tierra Santa entre 1005 y 1187, incluyendo la Primera Cruzada, titulada De bello a Christianis contra Barbaros gesto pro Christi sepulchro et Judaea recuperandi (Venecia, 1532),
y un discurso en favor de sus tiempos contra los nostálgicos de la antigüedad, Dialogus de praestantia virorum sui aevi (Parma, 1689).
De su matrimonio con Laura Federighi dejó varios hijos, entre ellos Pietro, que fue cardenal, Michele, que fue padre del también cardenal Benedetto, o Bernardo, que destacó en la poesía.